# Ulrich Imboden
Ulrich Imboden (* 26. November 1911 in St. Niklaus; † 6. Mai 1988 ebenda) war ein Schweizer Unternehmer, Politiker, Bergsteiger und Bergführer. Er baute bis in die 1960er Jahre sein Unternehmen zur grössten Schweizer Privatfirma des Baugewerbes aus und gilt als Pionier im Berghütten- und Hochgebirgsbau.

## Familie und Bergführer
Ulrich Imboden aus St. Niklaus im Kanton Wallis war das dritte Kind der Familie Paulina Pollinger (1889–1955) und Franz Imboden (1882–1967). Paulina Pollinger war eine Tochter des Bergführers Alois Pollinger. Franz Imboden erlangte im Jahre 1904 das Bergführer-Diplom nach der Verordnung des Kantons Wallis vom 2. Mai 1894. Er übte den Bergführerberuf während 54 Jahren aus und bewerkstelligte zusammen mit seinem Schwager Josef Pollinger  als ersten Führer Erstbegehungen im Jahre 1910 an der Dent Blanche (4357 m) und am Pollux (4092 m), 1911 am Obergabelhorn (4063 m), 1912 am Mont Blanc (4810 m) und 1914 am Westgipfel des Liskamm (4480 m).
Nach einigen mit seinem Vater Franz ausgeführten Touren als Träger erwarb Ulrich Imboden 1934 das Bergführer-Diplom nach der Verordnung des Kantons Wallis vom 13. Februar 1925. Die Eintragungen im Führerbuch Nr. 857 von Ulrich Imboden reichen bis ins Jahr 1942.

## Unternehmer
Vater Franz Imboden war von 1926 bis 1932 an der Erstellung der Trockensteinmauer entlang des Jungtalwegs – Alpenblumenwegs beschäftigt, die mit vorkragenden Steinen abgeschlossen wurde. Im Jahre 1933 wurde er  zusammen mit Josef Lengen mit dem Bau eines Loses der Strasse Illas – St. Niklaus beauftragt.
1935 gründete Sohn Ulrich Imboden sein Bauunternehmen, das Anfang der sechziger Jahre rund 700 Mitarbeiter beschäftigte. Imboden war einer der grössten Unternehmer des Kantons Wallis. Sein Unternehmen ist bis heute im Hoch- und Tiefbau tätig.

### Quarzitplattenbrüche Lochmatter
Am 23. April 1944 erwarb Ulrich Imboden zusammen mit seinem Jahrgänger Erwin Lochmatter die Konzession zum Abbau des Quarzits auf dem Gebiet der Gemeinde St. Niklaus. Lochmatter übernahm die St. Niklauser Steinbrüche und leitete deren Betrieb, während Imboden sich auf die Leitung des Bauunternehmens konzentrierte. Am 24. Oktober 1954 verlängerte die Gemeinde St. Niklaus die Abbaukonzession von Lochmatter und Imboden, wobei Imboden noch am 11. November des gleichen Jahres sein Konzessionsrecht an Lochmatter abtrat und Abbaubetrieb und Bauunternehmen nunmehr vollständig voneinander getrennt waren.

### Hermann Geiger und der Berghüttenbau
Auf Initiative von Ulrich Imboden unternahm Hermann Geiger (1914–1966) mit seiner Piper ab dem Jahre 1951 für das Unternehmen Ulrich Imboden Transportflüge etwa zur Rothornhütte auf 3198 m ü. M. und zur Mutthornhütte auf 2901 m ü. M. Die Ware wurde entsprechend verpackt und zielgenau abgeworfen. Neben der Mutthornhütte auf dem Kanderfirn (Alpetligletscher) auf einer Höhe von 2900 m ü. M. wurden dann im Jahre 1952 auch die ersten gelungenen Gletscherlandungen durch Hermann Geiger durchgeführt.

### Hochgebirgsbau
Auch ist die Firma Ulrich Imboden ein Pionier im Hochgebirgsbau, da u. a. die Luftseilbahn Trockener Steg – Klein Matterhorn oberhalb Zermatt mit der höchstgelegenen Seilbahnstation der Alpen und Europas auf 3820 m ü. M., das höchstgelegene Drehrestaurant  der Welt oberhalb Saas-Fee auf 3500 m ü. M., das neue Gebäude beim höchstgelegenen Bahnhof Europas Top of Europe am Jungfraujoch auf 3475 m ü. M. und die höchste 3S-Bahn der Welt erstellt wurden.

## Politiker
Ulrich Imboden wurde 1945 in den Gemeinderat von St. Niklaus gewählt. Von 1945 bis 1960 war er Vizepräsident und auch Polizeipräsident.
Von 1945 bis 1966 war Ulrich Imboden als Vertreter des Bezirks Visp Mitglied des Grossen Rates des Kanton Wallis. 1961 erreichte er als Kandidat der Christlichdemokratischen Volkspartei des Oberwallis (CVPO) das Spitzenresultat aller Parteien im Bezirk. Dies war dann auch in den folgenden Amtsperioden der Fall.